# 美濃加茂市立古井中学校
美濃加茂市立古井中学校（みのかもしりつ　こびちゅうがっこう）は、かつて岐阜県美濃加茂市に存在した公立中学校。

## 概要
- 旧・加茂郡古井町の中学校であった。
- 校舎は1960年4月から1962年9月まで東中学校古井教室として使用された。跡地は古井小学校の校地の一部となっている。

## 沿革
- 1947年（昭和22年）4月1日 - 加茂郡古井町に古井町立古井中学校として開校。古井小学校の校舎の一部を仮校舎とする。
- 1949年（昭和24年）4月20日 - 古井小学校の隣接地に校舎が完成。
- 1952年（昭和27年）12月4日 - 火災により校舎の一部が被害を受ける。
- 1954年（昭和29年）4月1日 - 太田町、古井町、下米田村、伊深村、蜂屋村、山之上村、加茂野村、三和村が合併し、美濃加茂市が発足。同時に美濃加茂市立古井中学校に改称する。
- 1957年（昭和32年） - 美濃加茂市の中学校の統合案として、古井中学校・山之上中学校・下米田中学校の3校統合計画が立案される。
- 1960年（昭和35年）3月31日 - 古井中学校と下米田中学校を統合し、東中学校の新設により廃校。